# Iglesia de Maria Santissima Desolata
La Iglesia de Maria Santissima Desolata es un edificio destinado al culto católico de la ciudad de Nápoles, Italia, localizado en el barrio de Bagnoli.

## Historia y descripción
El templo fue consagrado como parroquia en 1905, mientras su construcción puede remontarse a la segunda mitad del siglo XIX. La iglesia fue fundada para el nuevo barrio napolitano de Bagnoli, hecho habitable cuando fueron drenados los territorios alrededor del lago de Agnano. Fue restaurada después de la Segunda Guerra Mundial.
La fachada de la iglesia es de estilo neoclásico, siendo caracterizada por un pronaos hexástilo y un alto podio que le proporciona el aspecto de un templo de la Edad Antigua. En el exterior destaca la puerta, obra del escultor Giuseppe Migliaccio: alta 4.50 m y ancha 2.30 m, está dividida en ocho tableros con escenas del Nuevo Testamento.